# Acid Yellow 7
C. I. Acid Yellow 7 (Trivialname Brillantsulfaflavin) ist ein Fluoreszenzfarbstoff aus der Familie der Naphthalimide. Acid Yellow 7 ist ein Säurefarbstoff.
Nach Anregung mit violettem Licht, beispielsweise der 439-nm-Quecksilberlinie, emittiert Acid Yellow 7 gelbes Licht.

## Verwendung

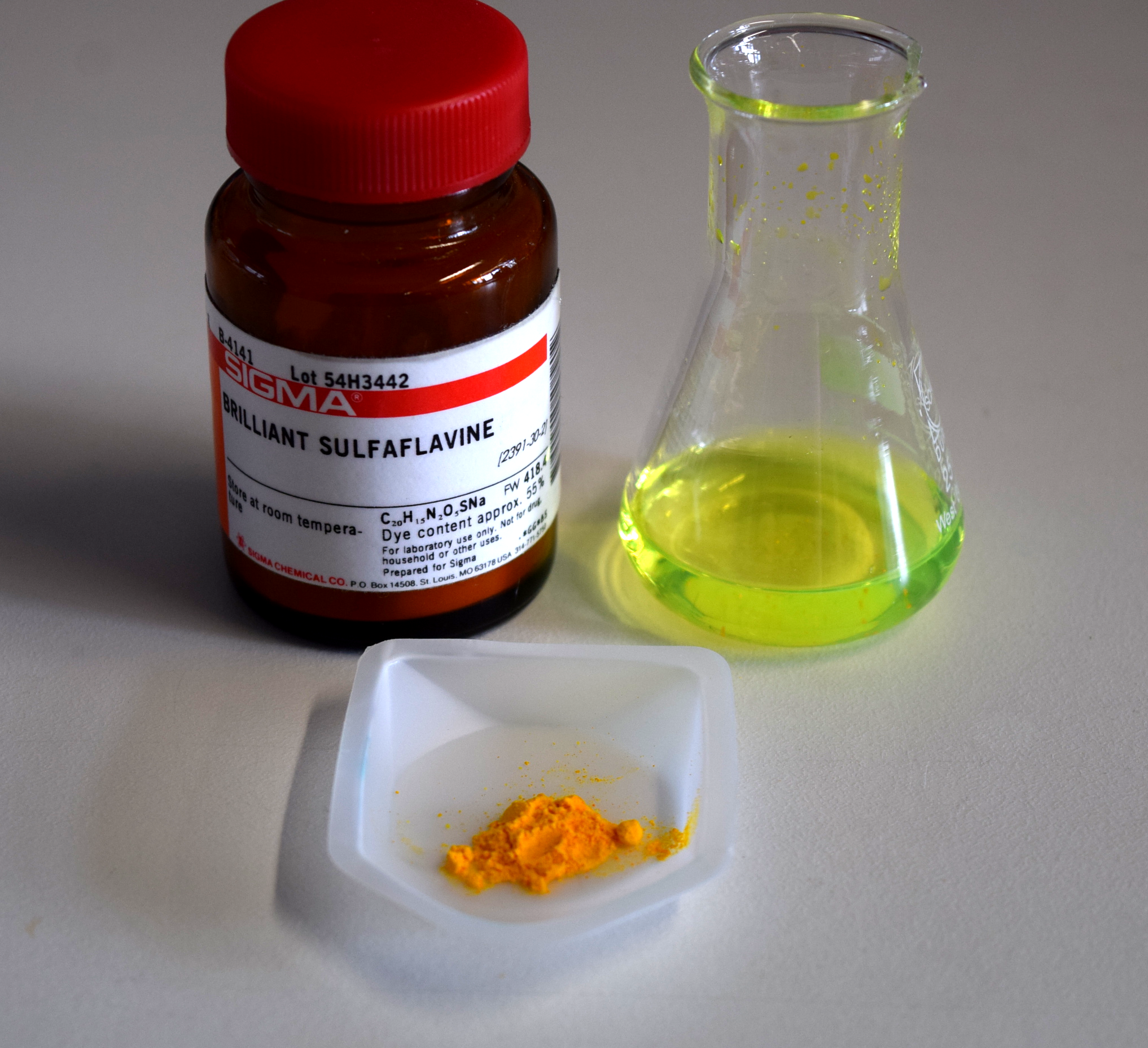
Acid Yellow 7 als Reinstoff und gelöst in Ethanol mit sichtbarer Fluoreszenz durch Tageslicht

Acid Yellow 7 kann im Zuge einer Proteincharakterisierung als Farbstoff für Proteine genutzt werden, beispielsweise als Brillantsulfaflavin-Färbung, wodurch Proteine im Fluoreszenzmikroskop gelb erscheinen. Die Proteinfluoreszenz wird ebenfalls in der Forensik zum Nachweis von Blut verwendet. Bei blauer Beleuchtung um 450 nm fluoreszieren Blutspuren gelb-orange. Es wird speziell beim Auffinden von Finger- und Fußabdrücken in Blut verwendet. In der histologischen Färbung wurde Acid Yellow 7 zur fluoreszenten Färbung von Zellkernen verwendet.
Acid Yellow 7 findet Verwendung als Farbstofflaser mit Emissionswellenlängen zwischen 508 nm und 573 nm in Cyclooctatetraen und 522 bis 618 nm in Methanol. Im Gegensatz zu vielen anderen Laserfarbstoffen reduziert Luftsauerstoff nicht die Lebenszeit des Triplettzustands.

## Analoga
Als Analogon von Acid Yellow 7 wird der Farbstoff eingesetzt, der sich an Stelle von 4-Methylanilin (p-Toluidin) von 2,4-Dimethylanilin (2,4-Xylidin) ableitet und als  Alternative verwendet wird.  Die beiden Farbstoffvarianten sind chemisch und physikalisch sehr ähnlich. Sulfaflavin ist zudem strukturell mit den Lucifer-Fluoreszenzfarbstoffen verwandt.